# Alvin Klein
Pour les articles homonymes, voir Klein.
Alvin Klein, né vers 1938 à Brooklyn (New York), dans le quartier de Brownsville, et mort le 28 février 2009, est un consultant en psychologie industrielle et en gestion puis critique de théâtre au New York Times pendant plus de quinze ans. Il a publié près de 3 500 articles et autres articles. 

## Biographie
Alvin Klein est le fils d'immigrants Pologne. Il commence sa carrière en tant que consultant en psychologie industrielle et en gestion. Il enseigne ensuite l'anglais dans des écoles publiques à New York. De la fin des années 1970 à septembre 2004, il couvre le théâtre pour le Times pour les sections du New Jersey, de Long Island et du comté de Westchester. Auparavant, il avait travaillé pour la station de radio WNYC en 1966, où il est finalement devenu critique théâtral, jusqu'aux années 1980. 
Dans les années 1980, il est président de l'organisation du journal théâtral Drama Desk. Il a également été membre du comité des prix de la Fondation Lucille Lortel.  
Klein est décédé d'une crise cardiaque à l'âge de 73 ans chez lui, à East Village (Manhattan), à New York. 

### Vie privée
Alvin Klein était marié à Janet Ginsberg Klein, décédée en 2001. Ils ont un fils, Gideon, une fille, Alexandria Klein Rafaeli et trois petits-enfants. 